# Thiago Motta
Pour les articles homonymes, voir Motta.
Thiago Motta, né le 28 août 1982 à São Bernardo do Campo, est un footballeur international italien reconverti en entraîneur. Joueur professionnel entre 2001 et 2018, il évolue au poste de milieu de terrain. Il possède également la nationalité brésilienne.
Il entraîne plusieurs clubs italiens : la Genoa CFC en 2019, l'AC Spezia de 2021 à 2022, le Bologne FC de 2022 à 2024 et la  Juventus de 2024 à 2025.

## Biographie
Sa famille, qui vit au Brésil, est originaire de Vénétie, région du nord-est de l'Italie.

## Carrière de joueur

### Carrière en club

#### EC Juventude (1997-1999)
Thiago Motta commence sa carrière au sein du club brésilien de la Juventude.

#### FC Barcelone (1999-2007)
Il s'engage avec le FC Barcelone en 1999 sur les conseils de Lorenzo Serra Ferrer, alors directeur technique du club catalan. Il joue ses trois premières saisons avec l'équipe B, faisant quelques apparitions avec le groupe professionnel lors de matchs amicaux.
Thiago fait sa première apparition au Camp Nou sous les ordres de Carles Rexach le 3 octobre 2001 contre le RCD Majorque (victoire 3-0). Le Brésilien devient alors un pilier de l'effectif catalan grâce à sa polyvalence et à sa condition de joueur communautaire (il possède un passeport italien).
Lors de la fin de saison 2002-2003 sous les ordres de Radomir Antic, Motta s'impose comme une des clés de voûte du milieu catalan, mais à la suite d'une accumulation de blessures, il disparaît peu à peu du groupe lors de la saison suivante. Il joue néanmoins 26 matches et inscrit un but contre la Real Sociedad.
Alors que la saison 2004-2005 s'annonce prometteuse, Thiago Motta se blesse gravement. Le 11 septembre 2004, le Brésilien se déchire les ligaments du genou gauche lors d'un match contre Séville. Il revient néanmoins lors des derniers matchs de la saison pour participer à la conquête du titre de champion d'Espagne 2005.
Le début de la saison 2005-2006 donne raison aux techniciens catalans qui lui ont fait confiance puisqu'il s'impose avec Deco et Edmílson comme un des piliers du milieu en l'absence de Xavi. Portée par Ronaldinho et Samuel Eto'o, l'équipe de Frank Rijkaard termine championne d'Espagne et remporte la Ligue des champions.
En 2006-2007, il est encore handicapé par les blessures tandis que le Barça perd son titre de champion.

#### Atlético de Madrid (2007-2008)
Il signe à l'Atlético de Madrid pour la saison 2007-2008. Dans l'équipe entraînée par Javier Aguirre, il joue peu et enchaîne encore les blessures, accrochant une quatrième place en Liga. Son contrat n'est ainsi pas prolongé et le joueur est libéré par le club madrilène en fin de saison.

#### Genoa (2008-2009)
Au terme d'une saison quasi-vierge, il change de club et rejoint le Genoa en Italie. Il revient alors au niveau de jeu qui lui avait permis de jouer les premiers rôles avec Barcelone, s'affirmant comme un joueur plus porté vers l'attaque, notamment grâce à Gasperini. Il inscrit 6 buts en 26 matchs, avec notamment un doublé lors de la 31e journée contre la Juventus (3-2 pour les génois), joue un rôle central dans un Genoa qui termine à une inattendue et remarquée 5e place.

#### Inter Milan (2009-2012)

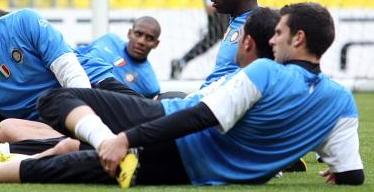
Thiago Motta avec l'Inter.

En mai 2009, il s'engage avec l'Inter en compagnie de son coéquipier Diego Milito.
En avril 2010, lors de la demi-finale retour de Ligue des champions contre le FC Barcelone, au Camp Nou, il est exclu à la 24e minute. Néanmoins, l'Inter arrivera à conserver son avance et ira en finale de C1. Très déçu de rater la finale, Motta demande à l'Inter de faire appel, mais l'UEFA refuse. Son club l'emporte, mais il ne figure pas sur la feuille de match,. La même année, il remporte un doublé national avec le Scudetto et la coupe d'Italie. Malgré la succession d'entraîneurs (cinq en deux saisons) à la suite du départ de José Mourinho, il devient titulaire indiscutable lors des saisons 2010-2011 et 2011-2012 avec l'Inter,,.

#### Paris Saint-Germain

##### Premiers pas et blessures (2012-2013)
Le 31 janvier 2012, Thiago Motta s'engage pour trois ans et demi avec le Paris Saint-Germain, entraîné par Carlo Ancelotti, où le numéro 28 lui est initialement attribué. Son transfert est estimé à plus de 10 millions d'euros,,.
Annoncé dans la capitale mi-janvier, le transfert n'avait initialement pas abouti, car le club milanais ne s'était pas renforcé à son poste. Marseille ayant vendu Lucho Gonzalez au FC Porto, cela a permis à l'Inter de recruter Fredy Guarín en provenance du club portugais, semblant faciliter la vente de Thiago Motta au Paris Saint-Germain,,,.
Il marque son premier but sous ses nouvelles couleurs lors de la 33e journée de Ligue 1 face au FC Sochaux au Parc des Princes (victoire 6-1). Thiago Motta termine la saison 2011-2012 vice-champion de France avec le Paris Saint-Germain à trois points de Montpellier. À titre personnel, il aura marqué deux buts. Après le départ de Peguy Luyindula, il récupère le numéro 8 en 2012-2013. Souvent blessé lors de cette saison, il devient champion de France le 26 mai 2013.

##### Rôle central à Paris (2013-2014)

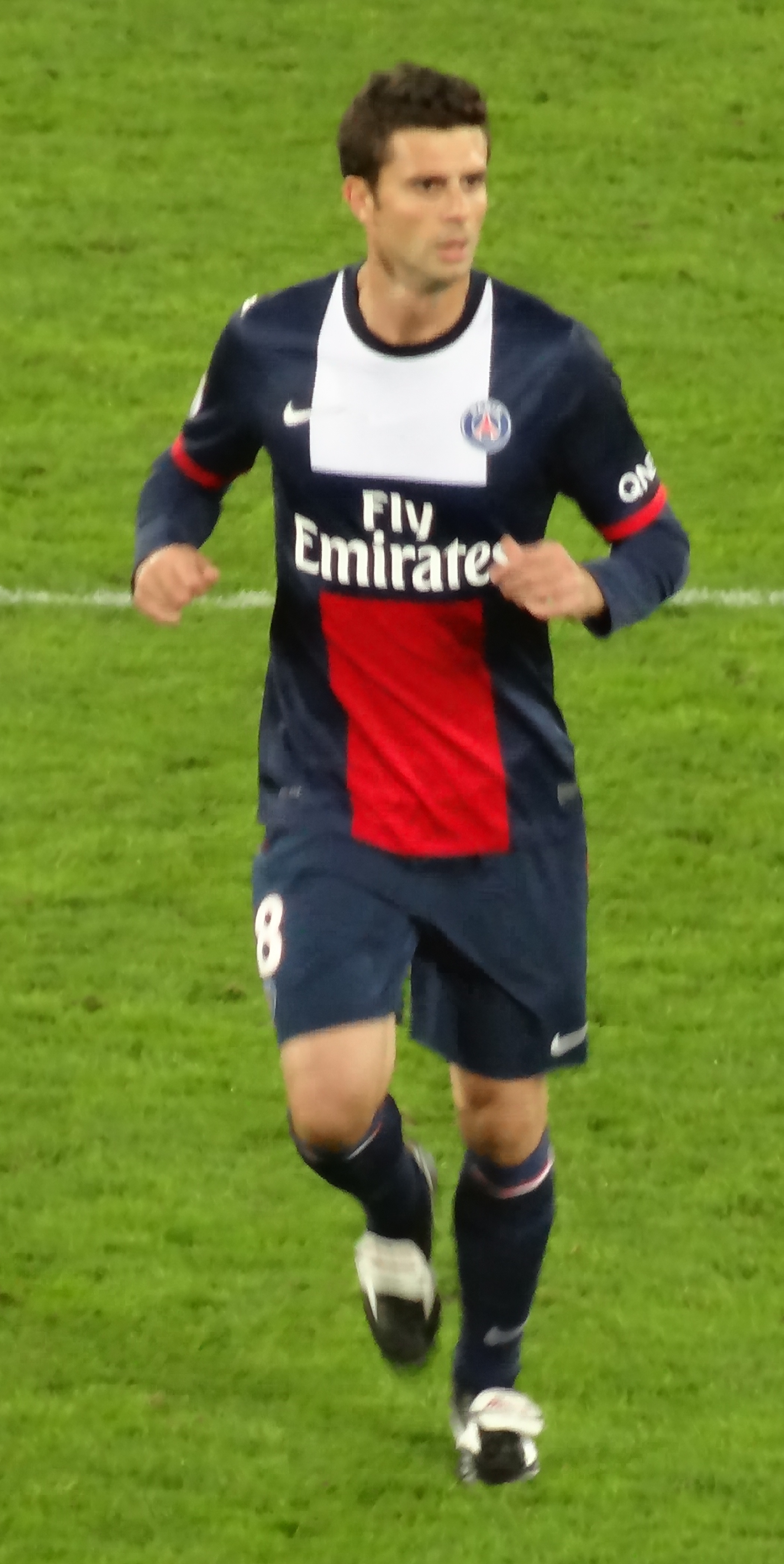
Thiago Motta en septembre 2013.

Titulaire indiscutable avec Laurent Blanc lors de la saison 2013-2014, il est vu comme un joueur pouvant marquer l'histoire du PSG, malgré son âge et sa trentaine passée,. Le 18 septembre 2013, il marque un doublé face à l'Olympiakos en Ligue des champions.
Le 21 février 2014, Thiago Motta prolonge son contrat jusqu'en 2016 avec le Paris Saint-Germain. Il réalise une excellente saison avec le PSG, finissant champion et remportant aussi la coupe de la Ligue, mais échouant toutefois en quart de finale de la Ligue des champions face à Chelsea.

##### Entre ombre et lumière (2014-2016)
Le 16 août 2014, à la fin de la rencontre contre Bastia en Ligue 1, il se fait agresser par Brandão, après avoir vraisemblablement insulté ce dernier pendant la rencontre : le coup de tête du Brésilien lui fracture le nez. Le bastiais est ensuite condamné par la justice pour son geste, en plus des sanctions sportives,.
Son début de saison 2014-2015 n'étant pas à la hauteur des attentes, il est critiqué par certains médias, avec ses partenaires Edinson Cavani et Ezequiel Lavezzi notamment. Il est ainsi même évoqué comme un potentiel départ lors du mercato hivernal.
Finalement resté au club, il retrouve un meilleur niveau et sa place de titulaire lors la seconde partie de saison malgré les rumeurs de départ et les blessures, ses performances se concrétisant par un quadruplé historique : Championnat de France, Coupe de la Ligue, Coupe de France et Trophée des champions,,,.
Lors de la saison 2015-2016, Thiago Motta reste titulaire indiscutable au milieu de terrain. Cependant, l'absence de Marco Verratti durant la seconde partie de saison fait qu'il rencontre quelques difficultés pour organiser le jeu parisien. Il est sacré champion de France de Ligue 1 après une large victoire (9-0) contre l'ESTAC lors de la 30e journée. Lors du quart de finale retour de Ligue des champions contre Manchester City, l'international italien se blesse à la cuisse, en début de match. Il assiste ainsi impuissant à l'élimination du PSG aux portes de la demi-finale.

##### Dernières saisons et fin de carrière (2016-2018)
Le 4 juillet 2017, il prolonge son contrat avec le Paris Saint-Germain jusqu'en 2018. Le 25 août 2017, il marque en championnat contre Saint-Étienne (victoire 3-0).
Le 6 avril 2018, il est annoncé qu'il raccrochera les crampons en fin de saison et qu'il deviendra le futur entraîneur de la section des moins de 19 ans du Paris Saint-Germain. Le 4 mai 2018 à Amiens, il délivre sa dernière passe décisive à Christopher Nkunku (2-2). Il dispute sa dernière rencontre professionnelle le 19 mai 2018 à Caen (0-0). Une semaine plus tôt, Unai Emery lui avait offert l'ovation du Parc des Princes en le faisant sortir contre Rennes.

### Équipe nationale
Le 9 février 2011, il est appelé avec la Squadra Azzurra lors du match amical Italie-Allemagne après avoir obtenu le feu vert de la FIFA. Malgré deux matchs sous les couleurs du Brésil, il est autorisé à jouer pour l'Italie.

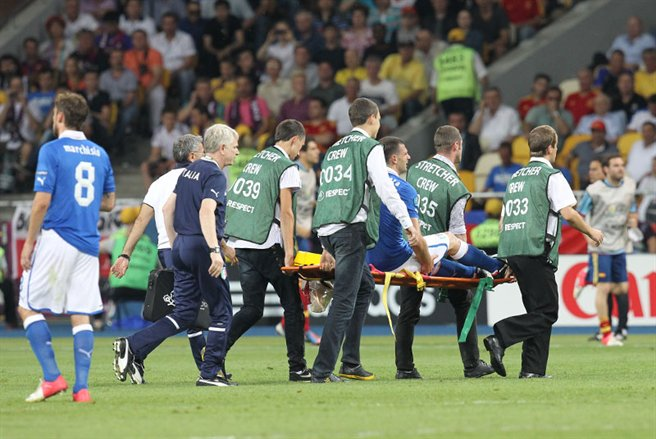
Motta quittant le terrain en finale de l'Euro 2012.

Le 1er juillet 2012, en finale de l'Euro 2012 contre l'Espagne, il rentre à la 55e et se claque quelques minutes ensuite, laissant ses coéquipiers finir la rencontre à 10 contre 11, qui se soldera par une défaite 4-0.
En 2014, il fait partie de la sélection disputant la coupe du monde au Brésil. Il prend part à tous les matchs (jamais en intégralité), mais son équipe est éliminée dès la phase de groupes.
Il fait partie du groupe d'Antonio Conte pour disputer l'Euro 2016, mais doit se cantonner à un rôle de remplaçant. Il porte le numéro 10 durant la compétition. Il n'est titulaire que lors du troisième match de groupe sans enjeu contre l'Irlande. Il entre en jeu lors de tous les autres matchs, à l'exception du quart de finale contre l'Allemagne, pour lequel il est suspendu (élimination aux tirs au but). Sa dernière apparition sous le maillot italien aura donc eu lieu lors du huitième de finale face à l'Espagne.

## Carrière d'entraîneur

### Moins de 19 ans du Paris SG (2018-2019)
Reconverti comme entraîneur, Thiago Motta prend en charge les moins de 19 ans du Paris Saint-Germain en juillet 2018, obtenant ses premiers diplômes d'entraîneur en septembre 2018. Cette même année, il fait une première fois les gros titres en tant qu’entraîneur après avoir affirmé jouer en 2-7-2, en comptant le gardien parmi les « milieux de terrains ». Cette formation au label provocateur est en réalité une lecture horizontale du 4-3-3 dans lequel évolue principalement son équipe, avec les ailiers et les arrières latéraux formant les 2 joueurs situés de chaque côté. Cette formulation est surtout une manière pour Motta d'affirmer la prépondérance de l'animation sur le positionnement statique des joueurs : le jeune entraîneur explique sa vision d'une équipe compacte, avec des attaquants qui défendent et un gardien moderne  — en l'occurrence Garissone Innocent — qui joue un rôle important dans la relance et la création d'espace au départ de la construction du jeu,,. Lors de son parcours avec les jeunes du Paris SG, il est l'un des premiers mentors de toute une génération de jeunes parisiens qui s'affirmera en professionnel dans les années suivantes ou encore au mondial des moins de 17 ans en 2019,, à l'image des Aouchiche, Kouassi, Pembélé, Coulibaly, Kalimuendo, Garissone Innocent ou encore Ruiz-Atil,,. Motta s'affirme alors comme un entraineur aussi ambitieux tactiquement que dans la gestion humaine d'un effectif. Il quitte cependant son poste en juin 2019, mettant en cause le manque de communication et les divergences qui existaient entre lui et plusieurs membres de la direction — dont Antero Henrique — et du staff de l'équipe première, comme Zoumana Camara et Thomas Tuchel. À cette occasion, il affirme son ambition d'entraîner un jour l'équipe première,.

### Genoa CFC (2019)
Le 22 octobre 2019, Motta est nommé à la tête du Genoa, avant-dernier de Serie A, en remplacement de Aurelio Andreazzoli. Mais malgré des débuts très prometteurs, où Motta brille par son sens du coaching,,,, il ne parvient pas à redresser la barre, admettant rétrospectivement avoir mis en place un système trop basé sur la prise de risque pour une équipe en plein doute.
Le 28 décembre, après deux mois sur le banc, il est ainsi démis de ses fonctions alors que le club est lanterne rouge. Mais si le Genoa arrive à se maintenir de peu dans la première division italienne, ses problèmes ne s'effacent pas avec le départ de Motta, son potentiel retour étant même évoqué au milieu de la saison suivante.
Sans club, il poursuit sa formation d'entraîneur en passant les diplômes nécessaires. Il obtient, en septembre 2020, sa licence UEFA Pro d’entraîneur représentant la plus haute qualification pour un entraîneur de football et en terminant major de sa promotion notamment devant Andrea Pirlo. Il préserve également ses relations avec le Qatar et Nasser al-Khelaïfi.

### Spezia Calcio (2021-2022)
Le 8 juillet 2021, il devient le nouveau coach du Spezia Calcio. Quinzième du dernier championnat d’Italie, la Spezia a décidé de lui faire confiance. Le club de Ligurie officialise Motta a signé pour un contrat de trois ans. Alors qu'il lui reste deux ans de contrat, la Spezia Calcio annonce la résiliation de son contrat.

### Bologna FC (2022-2024)
Le 10 septembre 2022, il est nommé entraineur du Bologna FC, en remplacement de Sinisa Mihajlovic.
Avec Thiago Motta sur son banc, Bologne réalise une très bonne saison 2023-2024 en qualifiant notamment le club en ligue des champions. Motta est d'ailleurs désigné Entraîneur du mois de la Serie A pendant deux mois consécutifs en février et mars 2024.
Le 23 mai 2024, Bologne annonce le départ en fin de saison de Thiago Motta.

### Juventus FC (2024-2025)
Le 12 juin 2024, il devient l'entraîneur de la Juventus pour une durée de trois saisons. Cependant, le 23 mars 2025, Thiago Motta est licencié par la Juventus.

## Statistiques

### En club
| Saison                | Club                  | Championnat           | Championnat | Championnat | Coupe nationale | Coupe nationale | Coupe de la Ligue | Coupe de la Ligue | Supercoupe | Supercoupe | Compétition(s) continentale(s) | Compétition(s) continentale(s) | Compétition(s) continentale(s) | Supercoupe UEFA | Supercoupe UEFA | Coupe du monde des clubs | Coupe du monde des clubs | Total | Total |
| Saison                | Club                  | Division              | M.          | B.          | M.              | B.              | M.                | B.                | M.         | B.         | Comp.                          | M.                             | B.                             | M.              | B.              | M.                       | B.                       | M.    | B.    |
| 1999-2000             | FC Barcelone B        | Seg. B                | 33          | 2           | -               | -               | -                 | -                 | -          | -          | -                              | -                              | -                              | -               | -               | -                        | -                        | 33    | 2     |
| 2000-2001             | FC Barcelone B        | Seg. B                | 29          | 5           | -               | -               | -                 | -                 | -          | -          | -                              | -                              | -                              | -               | -               | -                        | -                        | 29    | 5     |
| 2001-2002             | FC Barcelone B        | Seg. B                | 16+6        | 4+1         | -               | -               | -                 | -                 | -          | -          | -                              | -                              | -                              | -               | -               | -                        | -                        | 22    | 5     |
| Sous-total            | Sous-total            | Sous-total            | 84          | 12          | -               | -               | -                 | -                 | -          | -          | -                              | -                              | -                              | -               | -               | -                        | -                        | 84    | 12    |
| 2001-2002             | FC Barcelone          | Liga                  | 18          | 1           | 1               | 0               | -                 | -                 | -          | -          | C1                             | 7                              | 0                              | -               | -               | -                        | -                        | 26    | 1     |
| 2002-2003             | FC Barcelone          | Liga                  | 21          | 3           | 1               | 0               | -                 | -                 | -          | -          | C1                             | 13                             | 2                              | -               | -               | -                        | -                        | 35    | 5     |
| 2003-2004             | FC Barcelone          | Liga                  | 20          | 1           | 1               | 0               | -                 | -                 | -          | -          | C3                             | 5                              | 1                              | -               | -               | -                        | -                        | 26    | 2     |
| 2004-2005             | FC Barcelone          | Liga                  | 8           | 0           | -               | -               | -                 | -                 | -          | -          | -                              | -                              | -                              | -               | -               | -                        | -                        | 8     | 0     |
| 2005-2006             | FC Barcelone          | Liga                  | 15          | 1           | 1               | 1               | -                 | -                 | -          | -          | C1                             | 7                              | 0                              | -               | -               | -                        | -                        | 23    | 2     |
| 2006-2007             | FC Barcelone          | Liga                  | 14          | 0           | 4               | 0               | -                 | -                 | 2          | 0          | C1                             | 6                              | 0                              | 1               | 0               | 2                        | 0                        | 29    | 0     |
| Sous-total            | Sous-total            | Sous-total            | 96          | 6           | 8               | 1               | -                 | -                 | 2          | 0          | -                              | 38                             | 3                              | 1               | 0               | 2                        | 0                        | 147   | 10    |
| 2007-2008             | Atlético de Madrid    | Liga                  | 6           | 0           | 2               | 0               | -                 | -                 | -          | -          | C3                             | 2                              | 0                              | -               | -               | -                        | -                        | 10    | 0     |
| 2008-2009             | Genoa CFC             | Serie A               | 27          | 6           | -               | -               | -                 | -                 | -          | -          | -                              | -                              | -                              | -               | -               | -                        | -                        | 27    | 6     |
| 2009-2010             | Inter Milan           | Serie A               | 26          | 4           | 5               | 0               | -                 | -                 | 1          | 0          | C1                             | 8                              | 0                              | -               | -               | -                        | -                        | 40    | 4     |
| 2010-2011             | Inter Milan           | Serie A               | 19          | 4           | 3               | 0               | -                 | -                 | -          | -          | C1                             | 5                              | 1                              | -               | -               | 2                        | 0                        | 29    | 5     |
| 2011-2012             | Inter Milan           | Serie A               | 10          | 3           | 1               | 0               | -                 | -                 | 1          | 0          | C1                             | 2                              | 0                              | -               | -               | -                        | -                        | 14    | 3     |
| Sous-total            | Sous-total            | Sous-total            | 55          | 11          | 9               | 0               | -                 | -                 | 2          | 0          | -                              | 15                             | 1                              | -               | -               | 2                        | 0                        | 83    | 12    |
| 2011-2012             | Paris Saint-Germain   | Ligue 1               | 14          | 2           | 2               | 0               | -                 | -                 | -          | -          | -                              | -                              | -                              | -               | -               | -                        | -                        | 16    | 2     |
| 2012-2013             | Paris Saint-Germain   | Ligue 1               | 12          | 1           | 1               | 0               | 0                 | 0                 | -          | -          | C1                             | 2                              | 0                              | -               | -               | -                        | -                        | 15    | 1     |
| 2013-2014             | Paris Saint-Germain   | Ligue 1               | 32          | 3           | 2               | 1               | 3                 | 0                 | 1          | 0          | C1                             | 9                              | 2                              | -               | -               | -                        | -                        | 47    | 6     |
| 2014-2015             | Paris Saint-Germain   | Ligue 1               | 27          | 0           | 2               | 0               | 2                 | 0                 | 1          | 0          | C1                             | 6                              | 0                              | -               | -               | -                        | -                        | 38    | 0     |
| 2015-2016             | Paris Saint-Germain   | Ligue 1               | 32          | 1           | 3               | 0               | 1                 | 0                 | 0          | 0          | C1                             | 9                              | 0                              | -               | -               | -                        | -                        | 45    | 1     |
| 2016-2017             | Paris Saint-Germain   | Ligue 1               | 30          | 0           | 4               | 1               | 2                 | 0                 | 1          | 0          | C1                             | 5                              | 0                              | -               | -               | -                        | -                        | 42    | 1     |
| 2017-2018             | Paris Saint-Germain   | Ligue 1               | 19          | 1           | 4               | 0               | -                 | -                 | 1          | 0          | C1                             | 4                              | 0                              | -               | -               | -                        | -                        | 28    | 1     |
| Sous-total            | Sous-total            | Sous-total            | 166         | 8           | 18              | 2               | 8                 | 0                 | 4          | 0          | -                              | 35                             | 2                              | -               | -               | -                        | -                        | 231   | 12    |
| Total sur la carrière | Total sur la carrière | Total sur la carrière | 434         | 43          | 37              | 3               | 8                 | 0                 | 8          | 0          | -                              | 90                             | 6                              | 1               | 0               | 4                        | 0                        | 582   | 52    |

### En sélection nationale
| Saison                | Sélection             | Phases finales                | Phases finales | Phases finales | Éliminatoires | Éliminatoires | Matchs amicaux | Matchs amicaux | Total | Total |
| Saison                | Sélection             | Compétition                   | M              | B              | M             | B             | M              | B              | M     | B     |
| --------------------- | --------------------- | ----------------------------- | -------------- | -------------- | ------------- | ------------- | -------------- | -------------- | ----- | ----- |
| 2002-2003             | Brésil                | Gold Cup 2003                 | 2              | 0              | -             | -             | -              | -              | 2     | 0     |
| 2010-2011             | Italie                | -                             | -              | -              | 1             | 1             | 1              | 0              | 2     | 1     |
| 2011-2012             | Italie                | Euro 2012                     | 5              | 0              | 2             | 0             | 4              | 0              | 11    | 0     |
| 2012-2013             | Italie                | Coupe des confédérations 2013 | -              | -              | -             | -             | -              | -              | 0     | 0     |
| 2013-2014             | Italie                | Coupe du monde 2014           | 3              | 0              | 3             | 0             | 4              | 0              | 10    | 0     |
| 2014-2015             | Italie                | -                             | -              | -              | -             | -             | -              | -              | 0     | 0     |
| 2015-2016             | Italie                | Euro 2016                     | 4              | 0              | -             | -             | 3              | 0              | 7     | 0     |
| Total sur la carrière | Total sur la carrière | Total sur la carrière         | 14             | 0              | 6             | 1             | 12             | 0              | 32    | 1     |

### But en sélection
Le tableau suivant liste le but inscrit par Thiago Motta avec l'Équipe d'Italie.
| But | Date         | Stade, ville, pays  | Adversaire | Résultat | Match, compétition      |
| --- | ------------ | ------------------- | ---------- | -------- | ----------------------- |
| 1er | 25 mars 2011 | Ljubljana, Slovénie | Slovénie   | V 0-1    | Éliminatoires Euro 2012 |

### En tant qu'entraineur
Le tableau suivant récapitule les statistiques de Thiago Motta durant sa carrière d'entraîneur en club :
| Saison                | Club                  | Championnat           | Championnat | Championnat | Championnat | Championnat | Coupes nationales | Coupes nationales | Coupes nationales | Coupes nationales | Coupes nationales | Coupes continentales | Coupes continentales | Coupes continentales | Coupes continentales | Coupes continentales | Supercoupes | Supercoupes | Supercoupes | Supercoupes | Supercoupes | Total | Total | Total | Total | % Victoires |
| Saison                | Club                  | Division              | M           | V           | N           | D           | Type              | M                 | V                 | N                 | D                 | Type                 | M                    | V                    | N                    | D                    | Type        | M           | V           | N           | D           | M     | V     | N     | D     | -           |
| --------------------- | --------------------- | --------------------- | ----------- | ----------- | ----------- | ----------- | ----------------- | ----------------- | ----------------- | ----------------- | ----------------- | -------------------- | -------------------- | -------------------- | -------------------- | -------------------- | ----------- | ----------- | ----------- | ----------- | ----------- | ----- | ----- | ----- | ----- | ----------- |
| 2018-2019             | Paris SG U19          | National U19          | 26          | 18          | 4           | 4           | CG                | 2                 | 1                 | 1                 | 0                 | YL                   | 7                    | 4                    | 1                    | 2                    |             | -           | -           | -           | -           | 35    | 23    | 6     | 6     | 65,71%      |
| 2019                  | Genoa CFC             | Serie A               | 9           | 1           | 3           | 5           | Coupe d'Italie    | 1                 | 1                 | 0                 | 0                 |                      | -                    | -                    | -                    | -                    |             | -           | -           | -           | -           | 10    | 2     | 3     | 5     | 20,00%      |
| 2021-2022             | Spezia Calcio         | Serie A               | 38          | 10          | 6           | 22          | Coupe d'Italie    | 2                 | 1                 | 0                 | 1                 |                      | -                    | -                    | -                    | -                    |             | -           | -           | -           | -           | 40    | 11    | 6     | 23    | 27,50%      |
| 2022-2023             | Bologne FC            | Serie A               | 32          | 13          | 9           | 10          | Coupe d'Italie    | 2                 | 1                 | 0                 | 1                 |                      | -                    | -                    | -                    | -                    |             | -           | -           | -           | -           | 34    | 14    | 9     | 11    | 41,18%      |
| 2023-2024             | Bologne FC            | Serie A               | 22          | 10          | 8           | 4           | Coupe d'Italie    | 4                 | 3                 | 0                 | 1                 |                      | -                    | -                    | -                    | -                    |             | -           | -           | -           | -           | 26    | 13    | 8     | 5     | 50,00%      |
| Total sur la carrière | Total sur la carrière | Total sur la carrière | 127         | 52          | 30          | 45          | -                 | 11                | 7                 | 1                 | 3                 | -                    | 7                    | 4                    | 1                    | 2                    | -           | 0           | 0           | 0           | 0           | 145   | 63    | 32    | 50    | 42,28%      |

## Palmarès
| FC Barcelone (4 titres) | Inter Milan (6 titres) | Paris Saint-Germain (19 titres) | Brésil                          | Italie                                      |
| --- | --- | --- | ------------------------------- | ------------------------------------------- |
| - Ligue des champions : - Vainqueur 2006 - Liga : - Champion : 2005 et 2006 - Vice-champion : 2004 et 2007 - Supercoupe d'Espagne : - Vainqueur : 2006 - Supercoupe de l'UEFA : - Finaliste : 2006 - Coupe du monde des clubs : - Finaliste : 2006 | - Ligue des champions : - Vainqueur : 2010 - Serie A : - Champion : 2010 - Vice-champion : 2011 - Coupe d'Italie : - Vainqueur : 2010 et 2011 - Supercoupe d'Italie : - Vainqueur : 2010 - Finaliste : 2011 - Supercoupe de l'UEFA : - Finaliste : 2010 - Coupe du monde des clubs : - Vainqueur : 2010 | - Ligue 1 : - Champion : 2013, 2014, 2015, 2016 et 2018 - Vice-champion : 2012 et 2017 - Coupe de France : - Vainqueur : 2015, 2016, 2017 et 2018 - Coupe de la Ligue : - Vainqueur : 2014, 2015, 2016, 2017 et 2018 - Trophée des champions : - Vainqueur : 2013, 2014, 2015, 2016 et 2017 | - Gold Cup : - Finaliste : 2003 | - Championnat d'Europe : - Finaliste : 2012 |

### Distinctions personnelles
- Prix Don Balón du joueur de la révélation de l'année en 2003 ;
- Nommé dans l'équipe type de Ligue 1 en 2014[59].